# Linia 1 a metroului din Paris
Linia 1 a metroului din Paris este cea mai veche și, după Linia 4 a metroului din Paris, cea mai frecventată linie de metrou din Paris. Din anul 2012 este deservită exclusiv de trenuri automatizate, adică fără mecanic de locomotivă.

## Punere în funcțiune

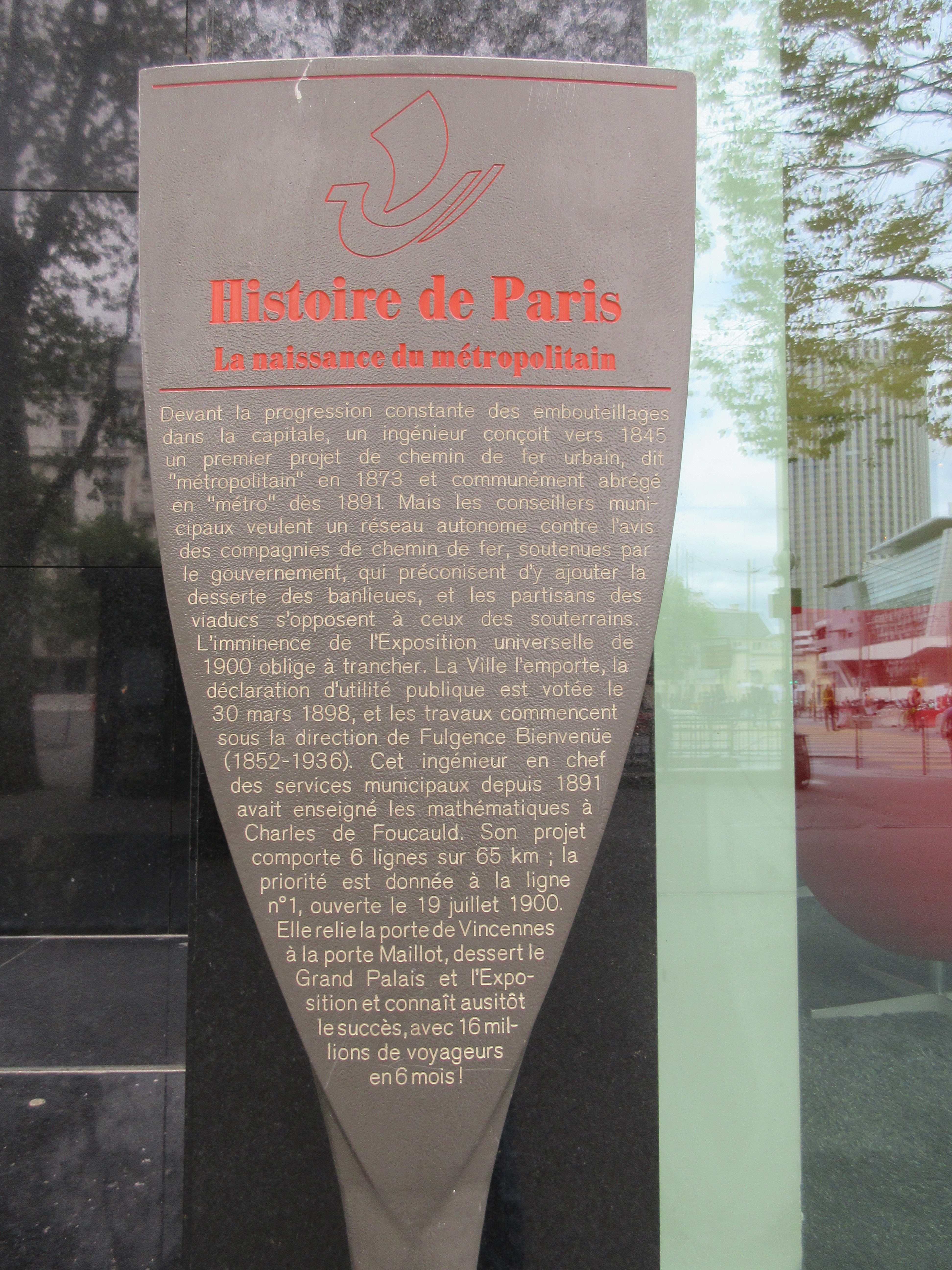
Panou de istorie: Nașterea Metroului din Paris

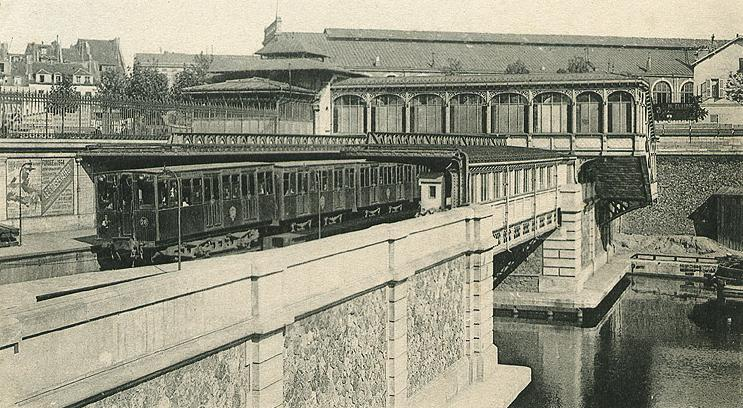
Linia 1 la gara Bastille, în 1903. Trenul este remorcat de un autopropulsat Thomson-dublu ".

### Automatizare integrală

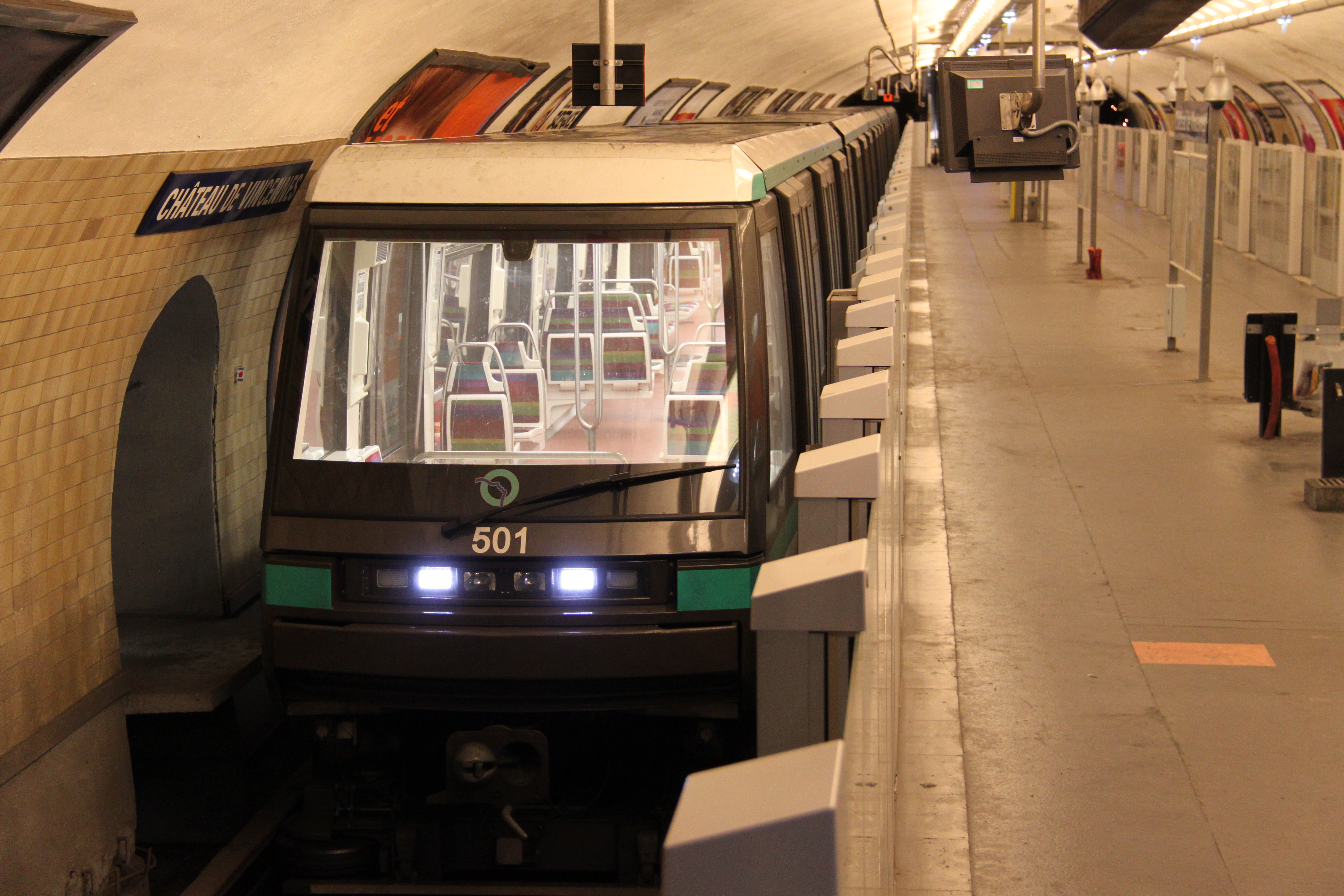
Un tren automat MP 05 la gara Château de Vincennes.

Automatizarea completă a liniei este decisă de RATP . Trebuie făcute cu puține întreruperi (uneori la orare reduse, sau câteva tăieturi în tronsoane episodice) , ceea ce este o performanță pentru o linie foarte aglomerată în exploatare  . Pe 7 noiembrie 2005, a fost semnat un contract de 30,8 millions euro cu Siemens Transportation Systems, care finalizase deja automatizarea liniei 14, folosind sistemul de automatizare a operațiunii trenului (SAET). Acest contract acoperă echipamente fixe de pilotaj complet automate (pe cale și încăperi tehnice), precum și echipamente de la bordul celor 49 de trenuri noi de linie tip MP 05, sistemul de transmisie a datelor (radio și rețea) și punctul de comandă centralizat (PCC). Aceste sisteme constau din tehnologiile Trainguard MT CBTC pentru automatizare și Airlink pentru comunicații radio  .

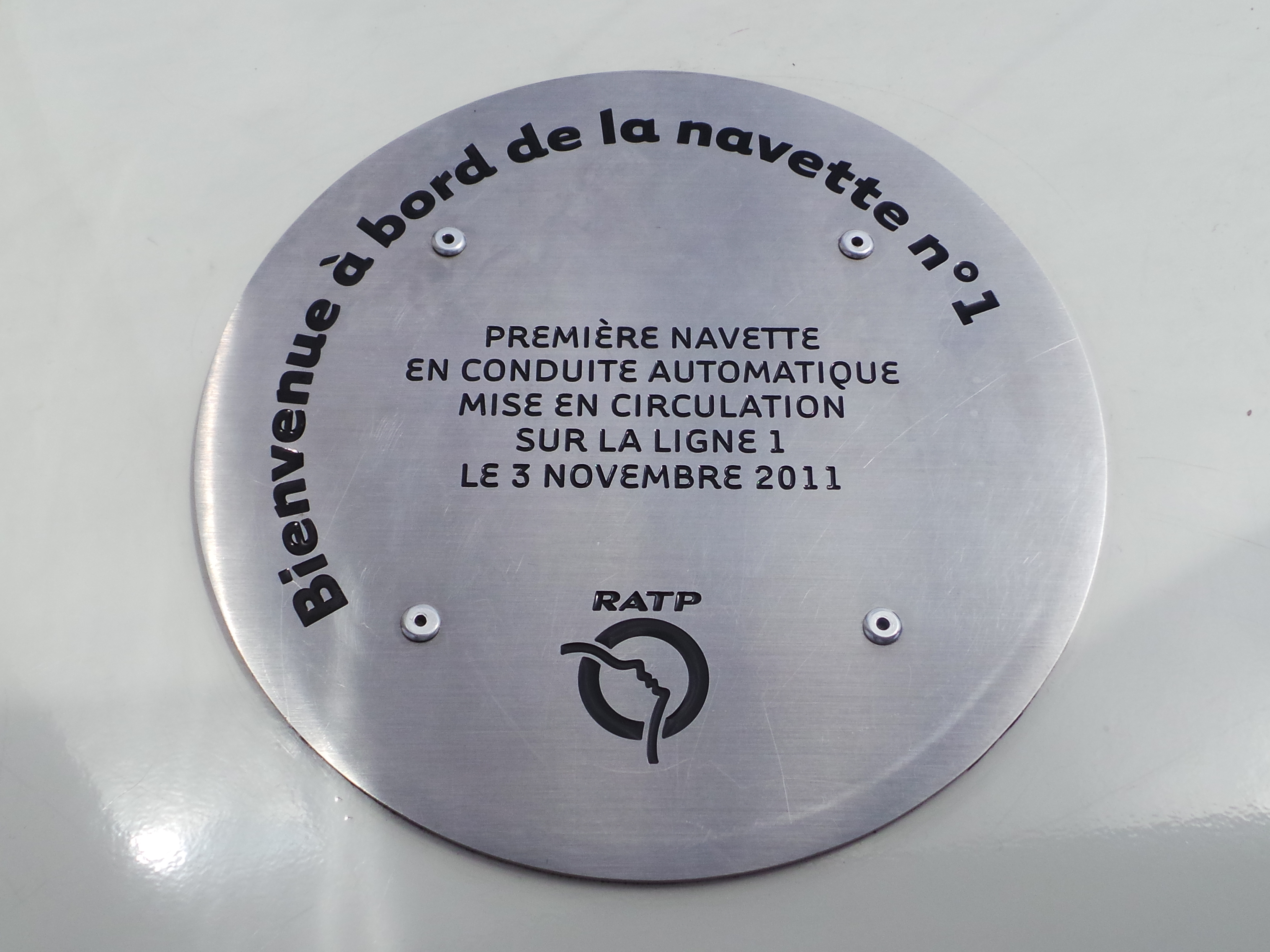
Placă de comemorare a intrării în exploatare a primului tren MP 05.

La începutul anului 2007 au fost efectuate primele lucrări de instalare, fuarte discrete, în afară de un anumit impact asupra traficului. : înlocuirea cablajului, înlocuirea treptată a semnalelor cu altele noi, mai luminoase, instalarea unui nou comutator pentru a folosi bucla veche Porte Maillot ca atelier de întreținere a trenurilor  , etc

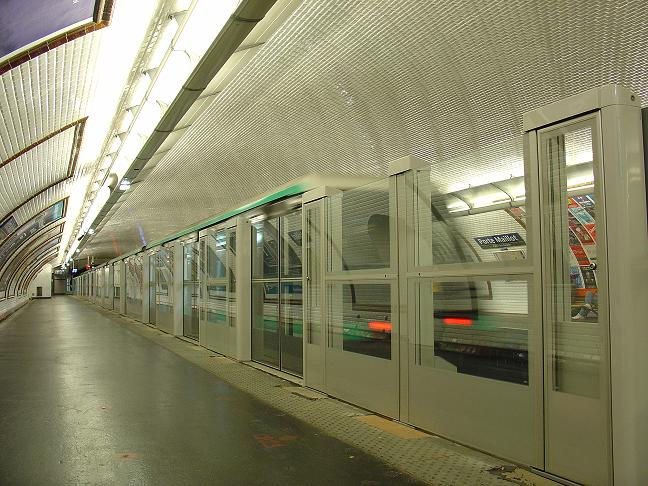
Ușile peronului de la gara Porte Maillot pe peronul neutilizat către Château de Vincennes.

Lucrarea cea mai vizibilă constă în special în montarea ușilor de platformă la jumătate de înălțime din 2009 până în 2011, botul platformelor (pe marginea căii) nesuținând greutatea ușilor integrale, similare cu cele din linia 14 . După echiparea platformei centrale, în general închisă publicului, a gării Porte Maillot la sfârșitul anului 2008, gara Bérault a fost prima echipată cu aceasta în februarie 2009, apoi stația Pont de Neuilly în iunie 2009. Au fost testate uși de diferite modele în unele stații de pe linia 13 din februarie până în august 2006 (testele au fost prelungite până în ianuarie 2007 având în vedere succesul lor). RATP a selectat în cele din urmă modelul Kaba de uși în martie 2007, care urmau să fie instalate treptat noaptea în cele douăzeci și cinci de stații ale liniei între decembrie 2008 și vara anului 2010  . Cu toate acestea, întârzierea luată de șantier amână montarea ultimelor fațade de chei până în primăvara anului 2011. De la sfarsitul lui 2008, statiile au fost si ele inchise, una cate una, pentru un weekend intreg, pentru a ridica peroanele cu cativa centimetri si a le permite sa fie amplasate exact la acelasi nivel cu podeaua trenurilor.
Din 16 februarie 2013, cu un an mai târziu decât ceea ce era planificat în 2010 , linia a fost complet automatizată. Ajustările finale au fost finalizate duminică 3 ianuarie 28 d.Hr.  . A devenit astfel una dintre primele linii din lume transformate într-o linie complet automată și neconcepută ca atare încă de la început  . Materialul rulant al liniei este acum format din trenuri MP 05⁠(d) care au înlocuit treptat trenurile MP 89 între iunie 2011  și sfârșitul anului 2012. Acestea au fost transferate pe linia 4  . În perioada de tranziție, trenurile automate au circulat în același timp cu trenurile cu șofer, situație posibilă de SAET .

## Rută și stații

### Rută
Linia 1 este aproape toata subterană, cu excepția stației Bastille și a unei secțiuni aeriene pentru traversarea Senei în mijlocul Pont de Neuilly, între stațiile Esplanade de La Défense și Pont de Neuilly .

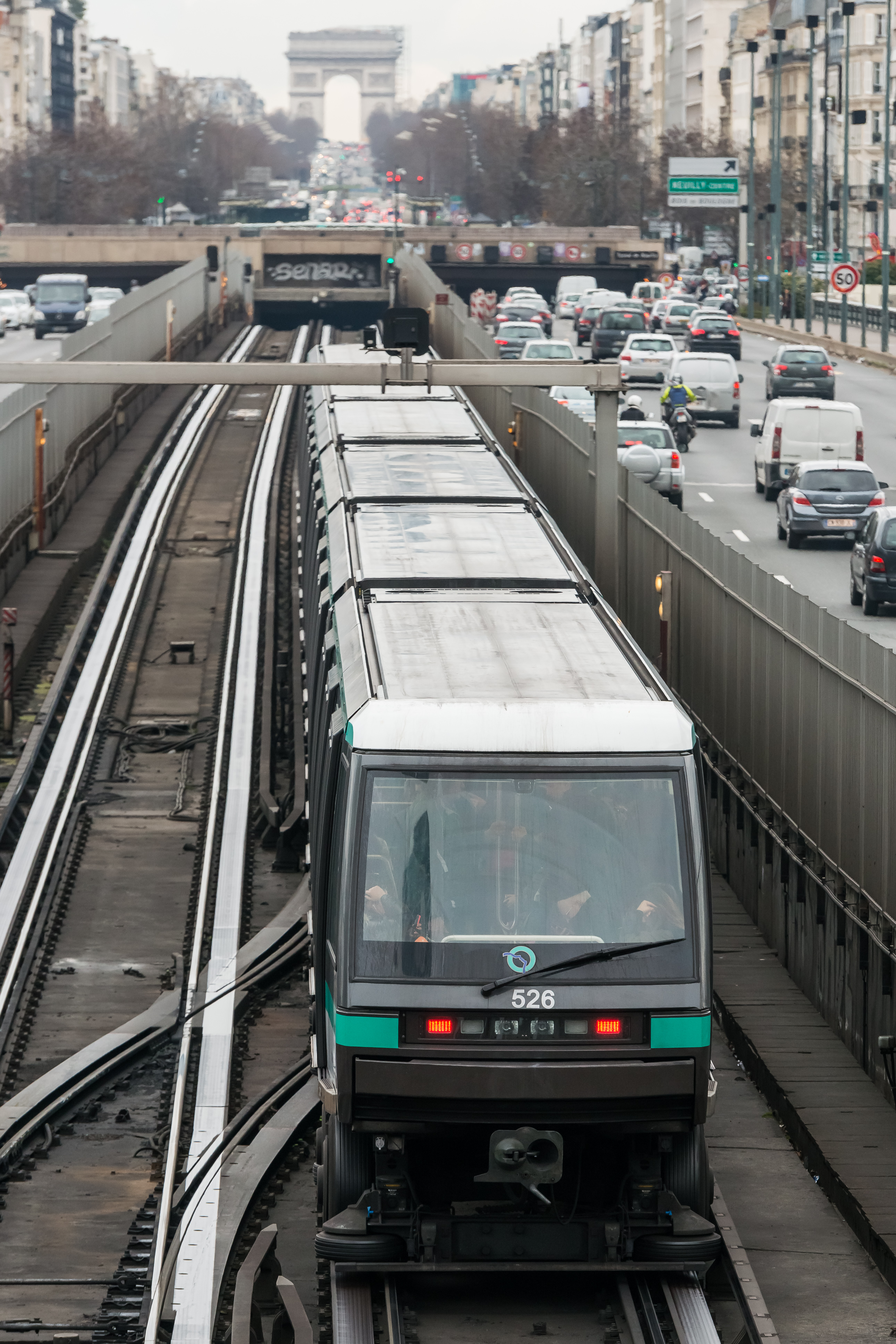
Vedere a unui MP 05 pe podul Neuilly. În partea de jos, la intrarea în tunel, se află cea mai abruptă rampă a metroului din Paris

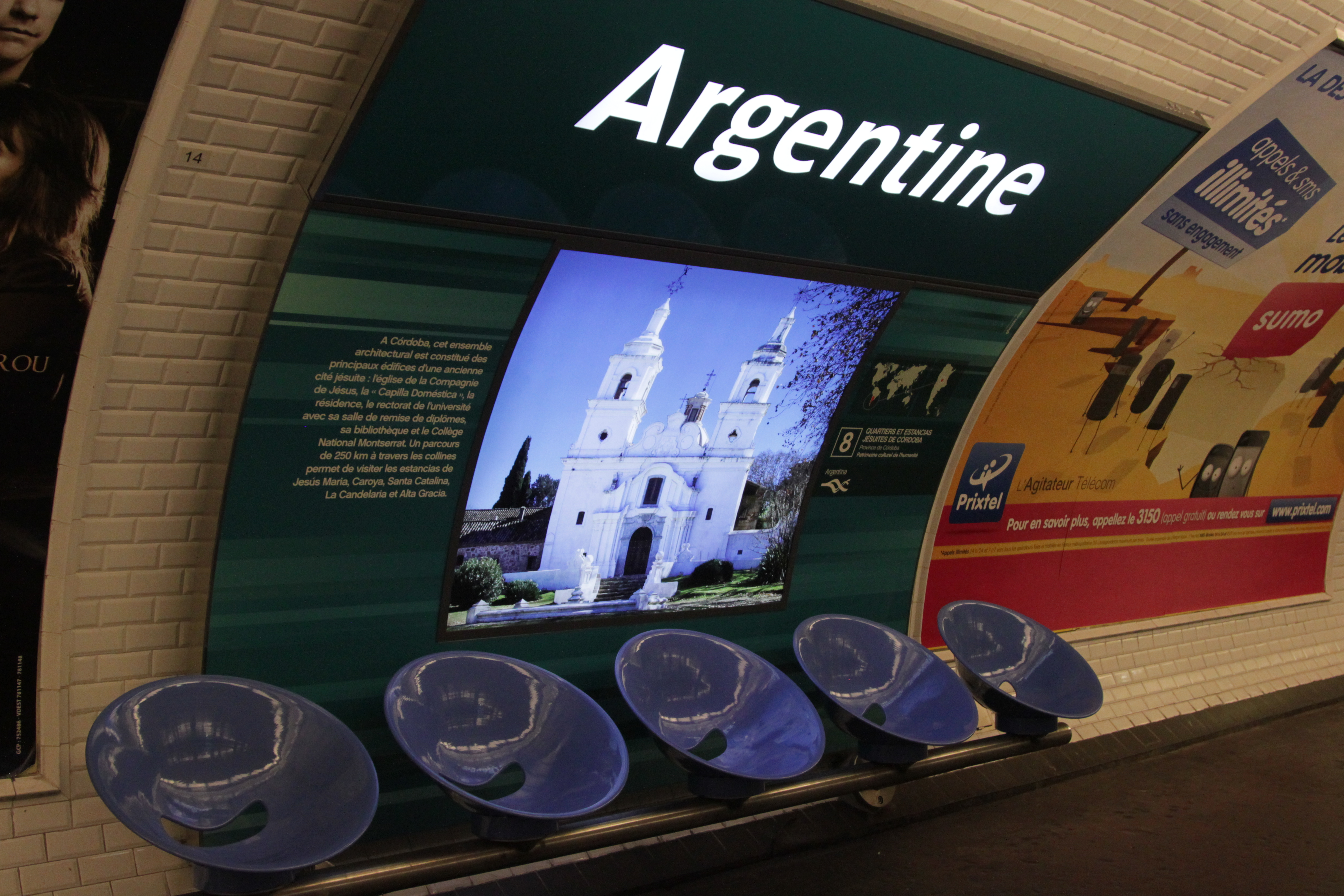
Panou cultural iluminat al stației argentiniene⁠(d) renovate.
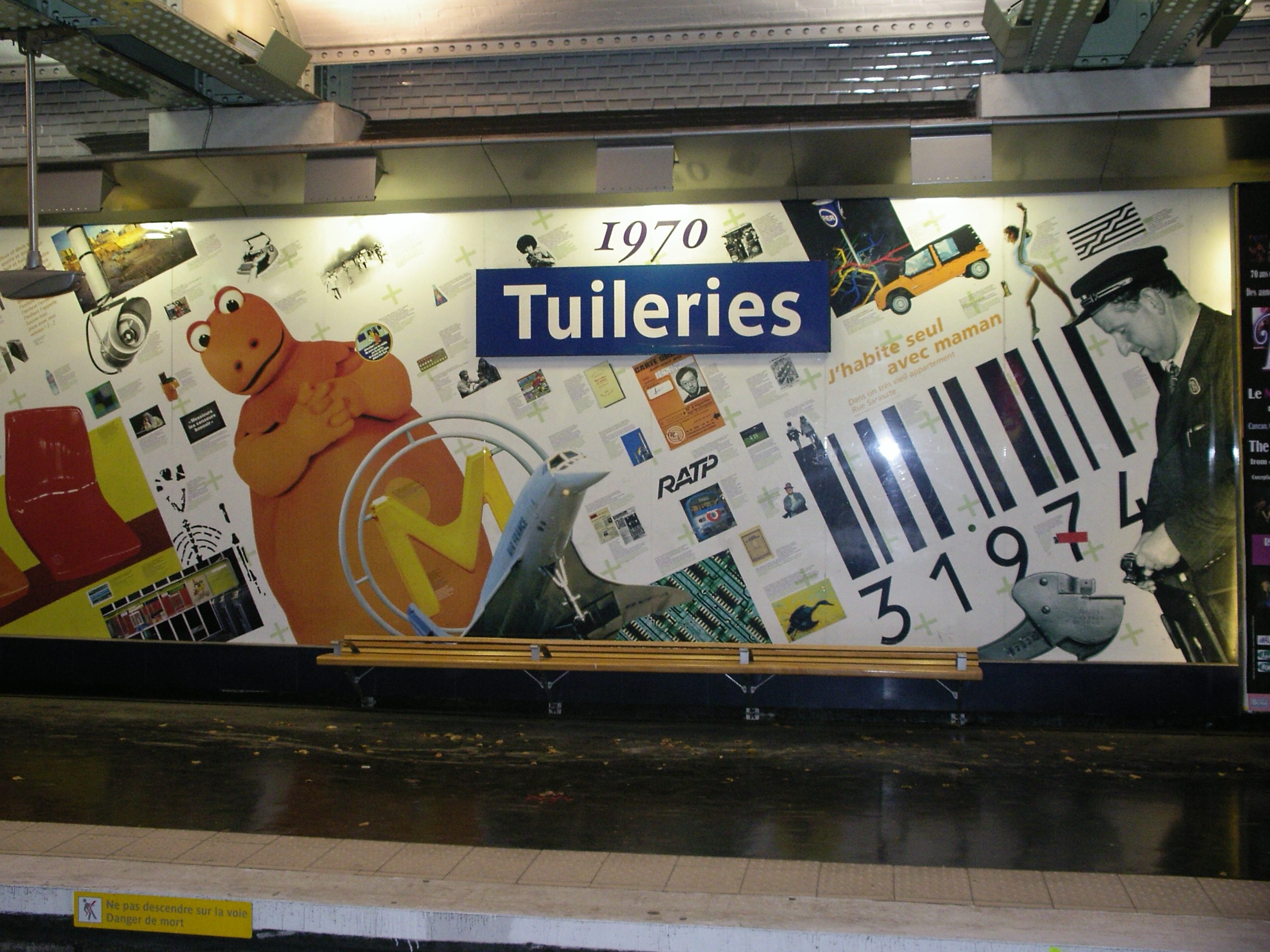
Decorarea gării Tuileries⁠(d) în 2006.
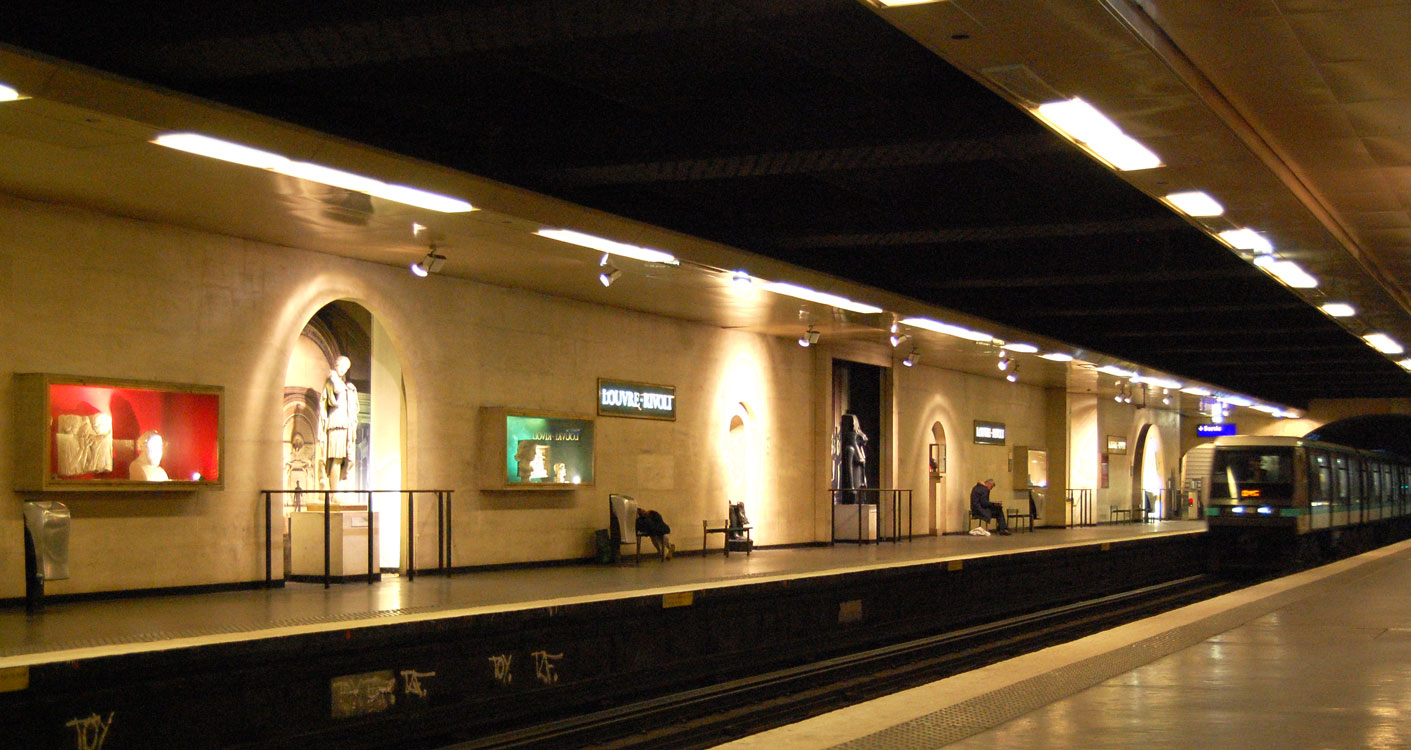
Stația Luvru - Rivoli⁠(d) în 2007.
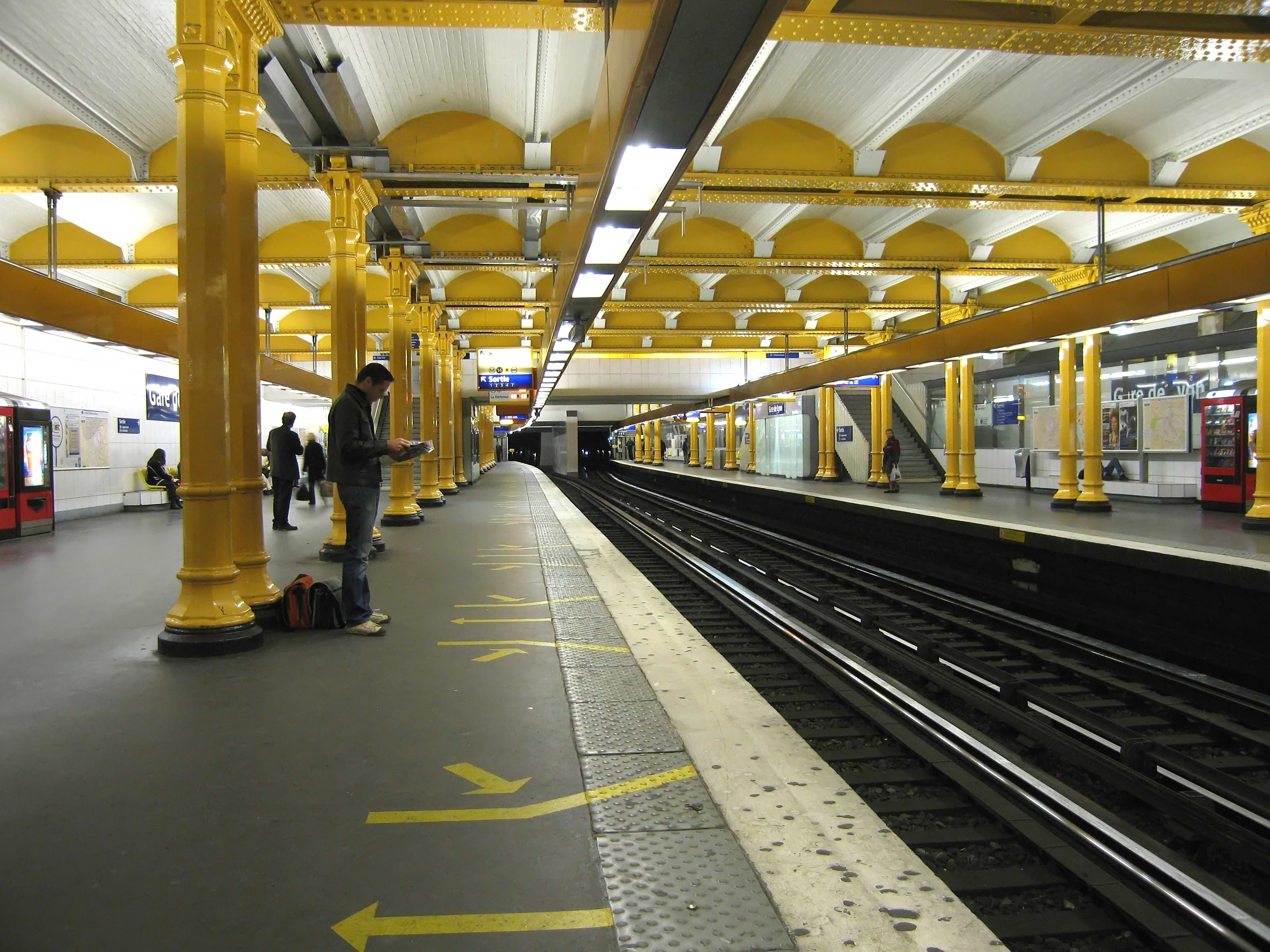
Gare de Lyon⁠(d) în 2006.

### Ateliere

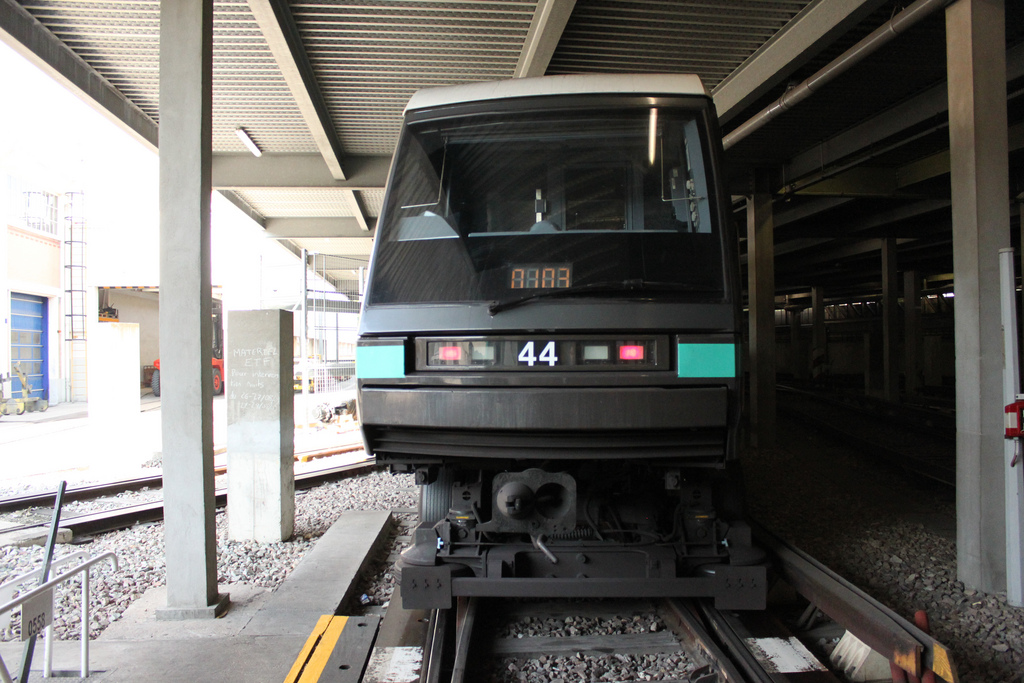
Un tren MP 89 pe liniile de legătură ale liniei la atelierele Fontenay, în 2009.

### Personal de operare

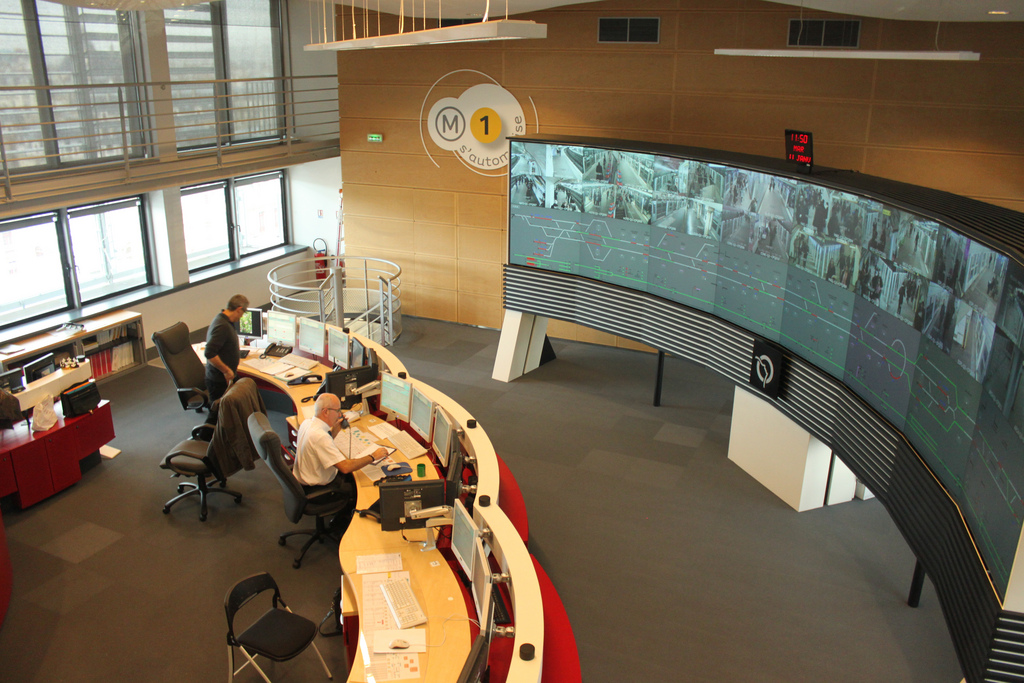
Postul de comandă centralizat al liniei.

La sfârșitul anului 2007, linia 1 de metrou avea 562 de agenți. Între acestea se disting două categorii : agenti de statie si agenti de conducere.